# 226P/Pigott-LINEAR-Kowalski
226P/Pigott-LINEAR-Kowalski – kometa krótkookresowa, należąca do rodziny Jowisza.

## Odkrycie
Kometa została odkryta 19 listopada 1783 roku przez Edwarda Pigotta. Została zagubiona i później ponownie odnaleziona w ramach programu obserwacyjnego LINEAR oraz oznaczona jako P/2003 A1. Richard Kowalski skojarzył odkrytą przez LINEAR kometę z tą z roku 1783.

## Orbita komety i właściwości fizyczne
Orbita komety 226P/Pigott-LINEAR-Kowalski ma kształt elipsy o mimośrodzie 0,53. Jej peryhelium znajduje się w odległości 1,78 j.a., aphelium zaś 5,76 j.a. od Słońca. Jej okres obiegu wokół Słońca wynosi 7,32 roku, nachylenie do ekliptyki to wartość 44,0˚.
Jądro tej komety ma rozmiary maks. kilka km.